# Автомобільний звук
Автомобільний звук, також автозвук — обладнання, встановлене в автомобілі або іншому транспортному засобі для розваг та інформування пасажирів. До 1950-х років це були звичайні АМ-приймачі. З того часу доповнення пір включили FM-радіо (1952), програвачі компакт-дисків (1985), навігаційні системи, інтеграцію телефонів через Bluetooth, а також смартфон контролери, такі як CarPlay і Урал в Android Auto.
Якщо спочатку системи автомобільного звуку управлялися з панелі за допомогою кнопок, то тепер ними можна керувати за допомогою кнопок на кермі і голосових команд.
Спочатку реалізований для прослуховування музики і радіо, тепер автомобільний звук стає частиною телематики, телекомунікацій систем внутрішньої безпеки автомобіля, гучного зв'язку, навігації та систем дистанційної діагностики.
Автозвук також може використовуватися для підробки шуму двигуна.

## Компоненти
- Головний пристрій
- Підсилювач звукових частот
- Звукові колонки, Сабвуфер